# Johann Samuel Gottlob Gräf
Johann Samuel Gottlob Gräf (* 26. Oktober 1736 in Wenigensömmern, Thüringen; † 19. Juni 1800 in Gera) war ein deutscher evangelischer Theologe.

## Leben
Johann Samuel Gottlob Gräf widmete sich der  Theologie und arbeitete nach dem Abschluss seines Studiums zunächst einige Zeit als Hauslehrer. 1760 wurde er Katechet an der Salvatorkirche zu Gera. 1764 rückte er zum Prediger der Zucht- und Waisenhauskirche dieser Stadt vor. 1772 wurde er wegen seines Rednertalents gräflich-reußischer Hofprediger und 1788 Archidiakon und Assessor des Konsistoriums. Er starb 1800 im Alter von 63 Jahren in Gera.
Erst als Hofprediger fühlte sich Gräf behaglich genug, um früher begonnene literarische Arbeiten fortzusetzen und insbesondere seine deutsche Übersetzung des bekannten englischen Werks des Bischofs Joseph Hall von Norwich († 1656) über die Heilige Schrift zu vollenden. Sie erschien unter dem Titel Betrachtungen über die biblischen Geschichten; aufs Neue in einer verbesserten Übersetzung und mit einigen Anmerkungen herausgegeben (4 Bände, Gera und Leipzig 1771–74). Als Kanzelredner war Gräf  sehr beliebt. Folgende Predigten kamen gedruckt heraus:
- Predigt am 18. Sonntag nach Trinitatis nach dem Brande von Gera gehalten, Gera 1781
- Drei Predigten bei besonderen Veranlassungen, Gera 1790
- Versuch in Predigten über einige Psalme, Gera 1791